# V398 del Cotxer
V398 del Cotxer (V398 Aurigae) és un sistema estel·lar a la constel·lació del Cotxer de magnitud aparent +4,98. Es troba a 86 anys llum de distància del sistema solar.
V398 Aurigae és un estel de la seqüència principal de tipus F0V semblant a les components del binari Porrima (γ Virginis). Té una temperatura efectiva de 7.030 K i brilla amb una lluminositat 5,4 vegades major que la lluminositat solar. El seu radi és un 60% més gran que el radi solar i gira sobre si mateix amb una velocitat de rotació projectada de 16,4 km/s. Mostra una metal·licitat comparable a la solar ([Fe/H] = -0,06).
La seva massa aproximada és un 38% major que la del Sol i la seva edat s'estima en 1.700 milions d'anys. És una variable Gamma Doradus, un dels més brillants d'aquesta classe, amb un període de 1,2582 dies.
A 5,2 segons d'arc de V398 Aurigae s'hi pot observar un estel de magnitud aparent +12,2. Denominat GJ 9174 B, és un nan vermell de tipus M2V la separació projectada del qual amb V398 Aurigae és de més de 137 ua. El seu període orbital supera els 1.100 anys. Un tercer estel, visualment a 90,1 segons d'arc de V398 Aurigae, completa el sistema estel·lar. És una nana taronja de tipus K5V que rep el nom de GJ 9174 C i la magnitud de la qual és +9,4.